# Māris Smirnovs
Pour les articles homonymes, voir Smirnovs.
Māris Smirnovs est un footballeur de nationalité lettonne et d'ethnie russe (en français : Smirnov, en russe : Смирнов) né le 2 juin 1976 à Daugavpils (alors Dvinsk en URSS).